# Municipio de Moore (condado de Oregón)
El municipio de Moore (en inglés: Moore Township) es un municipio ubicado en el condado de Oregon en el estado estadounidense de Misuri. En el año 2010 tenía una población de 430 habitantes y una densidad poblacional de 2,28 personas por km².

## Geografía
El municipio de Moore se encuentra ubicado en las coordenadas 36°47′38″N 91°32′37″O / 36.79389, -91.54361. Según la Oficina del Censo de los Estados Unidos, el municipio tiene una superficie total de 188.24 km², de la cual 187,96 km² corresponden a tierra firme y (0,15 %) 0,27 km² es agua.

## Demografía
Según el censo de 2010, había 430 personas residiendo en el municipio de Moore. La densidad de población era de 2,28 hab./km². De los 430 habitantes, el municipio de Moore estaba compuesto por el 95,81 % blancos, el 0,7 % eran amerindios, el 0,47 % eran asiáticos y el 3,02 % eran de una mezcla de razas. Del total de la población el 1,63 % eran hispanos o latinos de cualquier raza.